# Жак Неккер
Жак Некке́р (фр. Jacques Necker, 30 вересня 1732, Женева — 9 квітня 1804, Коппе) — французький державний діяч женевського походження, протестант, міністр фінансів. Батько письменниці Жермени де Сталь.

## Життєпис
Народився в Женеві, де його батько, бранденбурзький уродженець, був професором.
У 1750 році він переселився до Парижа, де під час правління Шуазеля придбав банкірськими операціями величезні статки. Його будинок  став місцем зборів освічених і знатних людей. Як міністр-резидент рідного міста він зав'язав близькі стосунки з французьким урядом, якому часто позичав гроші.
У своєму творі «Essai sur la législation et le commerce des grains» (Париж, 1775), що наробив багато шуму, Неккер висловив погляди, близькі до меркантилізму. Неккера підтримував граф Морепа, державний міністр і головний радник короля Людовика XVI.
У червні 1776 року Неккер був призначений радником у відомстві фінансів, а через рік став на чолі цього відомства, але посаду генерального контролера йому, як протестанту, не присвоїли. Без істотних змін, Неккер вмів, за допомогою позик, покривати витрати американської війни, поки, нарешті, позики стали неможливі. Тоді, повернувшись до реформ Тюрго та ощадливості, він відновив проти себе двір і привілейовані стани.
Після «Compte rendu au roi» (Париж, 1781), де він дав нації звіт про стан фінансів, Неккер отримав відставку. Він повернувся в Женеву, купив собі маєток в Коппе і видав твір «De l'administration des finances». У 1787 році він повернувся в Париж, але скоро був висланий звідти. Влітку 1788 Людовик XVI був змушений знову поставити Неккера на чолі фінансового відомства.
У цей час уже було вирішене скликання Генеральних штатів. Неккер не зміг опанувати рухом. Він наполіг, всупереч рішенням зборів нотаблей, щоб третій стан було скликано в подвійному числі проти вищих станів, але не володів достатньою сміливістю, щоб встановити поголовне, а не постанове голосування, і внаслідок цього став винуватцем конфлікту між станами (див. Національні збори). Коли двір 23 червня 1789 року, хотів анулювати рішення третього стану, який оголосив себе Національним зборами, і для цього влаштував королівське засідання, Неккер відмовився з'явитися на засідання, внаслідок чого король дав йому відставку, з наказом негайно покинути межі Франції.
Звістка про відставку Неккера послужила приводом до повстання 12-14 липня (див. Велика французька революція), і король змушений був закликати його назад. Коли Національні збори відкинули його план нової позики і прийняли пропозицію Мірабо випуску асигнатів, Неккер подав у відставку (1790) і повернувся в Коппе, де і помер.